# Ануйський
Ану́йський (рос. Ануйский) — селище у складі Солонешенського району Алтайського краю, Росія. Входить до складу Сибірячихинської сільської ради.

## Населення
Населення — 91 особа (2010; 148 у 2002).
Національний склад (станом на 2002 рік):
- росіяни — 98 %